# San Lorenzo (Italia)
San Lorenzo è un comune italiano di 2 096 abitanti della città metropolitana di Reggio Calabria in Calabria.

## Storia
Sede di pretura fino alla prima metà del Novecento, il paese è oggi quasi disabitato ma ha rivestito nei secoli un'importanza rilevante nel comprensorio.
San Lorenzo ha avuto un ruolo importante per lo sbarco di Garibaldi a Melito Porto Salvo. Alberto Mario, uno dei 250 garibaldini che, sbarcati a Scilla, dopo il fallito tentativo di conquistare il vicino forte di Altafiumara, sono stati inseguiti dai borbonici per l'Aspromonte, era uno dei cronisti dell'impresa dei Mille. Egli ha scritto le sue memorie nel libro La Camicia Rossa, edito prima in edizione inglese nel 1865 e successivamente in italiano nel 1870. In questa opera, con dovizia di particolari, descrive come il popolo di San Lorenzo abbia accolto i fuggiaschi garibaldini, braccati sull'Aspromonte, disperati e affamati.
Riporta Alberto Mario: «Il momento era grave. Il nemico dieci volte più poderoso, c'inseguiva come un limiero. Qualche giorno ancora ed avrebbeci presi o gettati in mare. Capitò il signor Rossi, Sindaco di San Lorenzo, e ci ha invitati colassù, in quell'eccelso apice, per la vita e per la morte».
Era il 18 agosto del 1860. Garibaldi doveva ancora sbarcare a Melito. E l'intendente di Reggio aveva immediatamente scritto al Ministero dell'Interno di Napoli: «il Giudice di Melito mi avvisa che nel Comune di San Lorenzo si è veduta una banda di circa dugento armati ed io subito ho dato preghiera al Comandante delle Armi che spedisse colà un distaccamento di truppa».
Garibaldi, da Giardini di Taormina, ove era in attesa con i piroscafi Torino e Franklin, aveva avuto segnalazione che quella zona aspromontana era presidiata dai garibaldini e dal popolo di San Lorenzo e decise di sbarcare nella notte tra il 18 e 19 agosto nell'antistante spiaggia di Melito. Appena sbarcato, Garibaldi inviò verso San Lorenzo un corriere al galoppo, recante al maggiore comandante il messaggio: "Sbarcai a Melito. Venite. G. GARIBALDI".
Bruno Rossi e i laurentini insieme coi garibaldini raggiunsero Garibaldi e si avviarono con lui alla conquista di Reggio. Il popolo di Melito si era defilato, non aveva dato alcun appoggio a Garibaldi, forse per paura che venisse rigettato a mare nel qual caso gli abitanti sarebbero restati inermi alla mercé della repressione borbonica. Dice il giudice di Melito di Porto Salvo Marco Centola: «Tutte le persone notabili, compresi i liberali ed i funzionari ed impiegati pubblici erano scomparsi […] Il signor Antonino Amato, Sindaco di Melito, di scarsa istruzione e ricco di meriti politici, si trovava a Reggio e non poté tornare che dopo la resa di quella città».

### Simboli
Lo stemma e il gonfalone del Comune di San Lorenzo sono stati concessi con decreto del presidente della Repubblica del 25 giugno 1998.
(D.P.R. 25.06.1998)
Il gonfalone è un drappo partito di giallo e di rosso.

## Monumenti e luoghi d'interesse
- Chiesa di San Lorenzo, che conserva all'interno una statua marmorea della Madonna della Neve del XVI secolo e la statua lignea di San Lorenzo del Settecento. Nella stessa piazza Regina Margherita, si trova un olmo antico che costituisce con la sua base in pietra locale un vero e proprio monumento naturale.

Nei dintorni:
- chiesa di San Fantino, costruita nel 1953 sulla parte rimasta in piedi dell'antico monastero costruito dai monaci basiliani;
- chiesa di San Pasquale Baylon, in frazione Chorio, del XIX secolo;
- chiesa della SS. Trinità, in frazione Marina;
- chiesa di San Pantaleone, nell'omonima frazione;
- chiesa di San Francesco in località Lanzina;
- Castello dei Baroni, la cui edificazione risale alla fine del Settecento;
- santuario della Maria SS. Assunta della Cappella, ubicato nell'omonima località, costruito nel XVII secolo e che conserva una suggestiva icona della Madonna Nera risalente con molta probabilità al XII secolo;
- Casa Natale di San Gaetano Catanoso, protettore della città metropolitana di Reggio Calabria, in frazione Chorio.

## Società

### Evoluzione demografica
Abitanti censiti

### Etnie e minoranze straniere
Secondo i dati ISTAT al 31 dicembre 2009 la popolazione straniera residente era di 228 persone. Le nazionalità maggiormente rappresentate in base alla loro percentuale sul totale della popolazione residente erano:
- India 146 5,07%
- Romania 42 1,46%

## Cultura

### Istruzione
Nel comune è presente un istituto con scuola dell'infanzia e scuola primaria.

## Infrastrutture e trasporti
Il comune è interessato dalle seguenti direttrici stradali:
- Jonica

## Amministrazione
| Periodo        | Periodo           | Primo cittadino         | Partito                            | Carica                  | Note  |
| -------------- | ----------------- | ----------------------- | ---------------------------------- | ----------------------- | ----- |
| 9 giugno 1996  | 16 aprile 2000    | Domenico Giovanni Greco | lista civica                       | sindaco                 |       |
| 16 aprile 2000 | 4 aprile 2005     | Domenico Giovanni Greco | lista civica                       | sindaco                 |       |
| 4 aprile 2005  | 29 marzo 2010     | Pasquale Sapone         | lista civica                       | sindaco                 |       |
| 29 marzo 2010  | 4 luglio 2013     | Pasquale Sapone         | lista civica                       | sindaco                 |       |
| 4 luglio 2013  | 31 maggio 2015    | Michela Fabio           |                                    | commissario prefettizio |       |
| 31 maggio 2015 | 26 agosto 2020    | Bernardo Russo          | lista civica Uniti per San Lorenzo | sindaco                 |       |
| 26 agosto 2020 | 13 giugno 2022    | Eugenio Barillà         |                                    | commissario prefettizio | [ 6 ] |
| 13 giugno 2022 | 25 settembre 2023 | Giuseppe Floccari       | lista civica Progetto Comune       | sindaco                 |       |
| 8 ottobre 2023 | 27 giugno 2025    | Francesco Picone        |                                    | commissario prefettizio |       |